# Austrocladius harrisi
Austrocladius harrisi är en tvåvingeart som först beskrevs av Freeman 1959.  Austrocladius harrisi ingår i släktet Austrocladius och familjen fjädermyggor. Inga underarter finns listade i Catalogue of Life.